# Геллертаун (Пенсільванія)
Геллертаун (англ. Hellertown) — місто (англ. borough) в США, в окрузі Нортгемптон штату Пенсільванія. Населення — 6132 особи (2020).

## Географія
Геллертаун розташований за координатами 40°34′53″ пн. ш. 75°20′16″ зх. д. / 40.58139° пн. ш. 75.33778° зх. д. (40.581346, -75.337913).  За даними Бюро перепису населення США в 2010 році місто мало площу 3,41 км², з яких 3,40 км² — суходіл та 0,01 км² — водойми.

## Демографія
Згідно з переписом 2010 року, у селищі мешкало 5898 осіб у 2604 домогосподарствах у складі 1550 родин. Густота населення становила 1731 особа/км².  Було 2774 помешкання (814/км²).
Расовий склад населення:
| - 95,3 % — білих - 1,3 % — чорних або афроамериканців - 0,8 % — азіатів - 0,1 % — корінних американців - 1,0 % — осіб інших рас |

До двох чи більше рас належало 1,6 %. Частка іспаномовних становила 4,5 % від усіх жителів.
За віковим діапазоном населення розподілялося таким чином: 20,8 % — особи молодші 18 років, 59,2 % — особи у віці 18—64 років, 20,0 % — особи у віці 65 років та старші. Медіана віку мешканця становила 42,2 року. На 100 осіб жіночої статі у селищі припадало 88,0 чоловіків;  на 100 жінок у віці від 18 років та старших — 86,2 чоловіків також старших 18 років.
Середній дохід на одне домашнє господарство  становив 63 664 долари США (медіана — 56 959), а середній дохід на одну сім'ю — 75 506 доларів (медіана — 64 429). Медіана доходів становила 48 370 доларів для чоловіків та 38 821 долар для жінок. За межею бідності перебувало 7,7 % осіб, у тому числі 8,4 % дітей у віці до 18 років та 8,9 % осіб у віці 65 років та старших.
Цивільне працевлаштоване населення становило 2978 осіб. Основні галузі зайнятості: освіта, охорона здоров'я та соціальна допомога — 22,4 %, виробництво — 12,9 %, роздрібна торгівля — 11,3 %.